# Bresler
Bresler es una marca de helados chilena fundada en 1962.  Desde 2020 pertenece a la multinacional chilena Carozzi.

## Historia
La empresa fue fundada en 1962, y adquirida por la multinacional Unilever en 1993. Así, durante la década de 1990 y principios de los 2000, la marca gozó de una gran popularidad, alcanzando hasta el 35% del mercado de los helados en Chile, incluso logrando que la marca se extendiera sin éxito hasta Perú. Sin embargo, durante los años 2010 sufrió una caída importante en su participación de mercado, causada en gran parte por el auge de nuevos competidores como Trendy o Fruna, que ofrecian productos más masivos a menores precios. 
En 2020, se anuncia que Empresas Carozzi adquiere la marca a Unilever, concretándose la compra en julio de ese año. La operación consideró los activos fijos y las marcas Bresler y Melevi, además de la licencia de las marcas internacionales presentes en el mercado local y comercializadas hasta ese momento por Unilever Chile, Magnum, Calippo, Fruttare, Carte D’Or, Cornetto y Vienetta. 

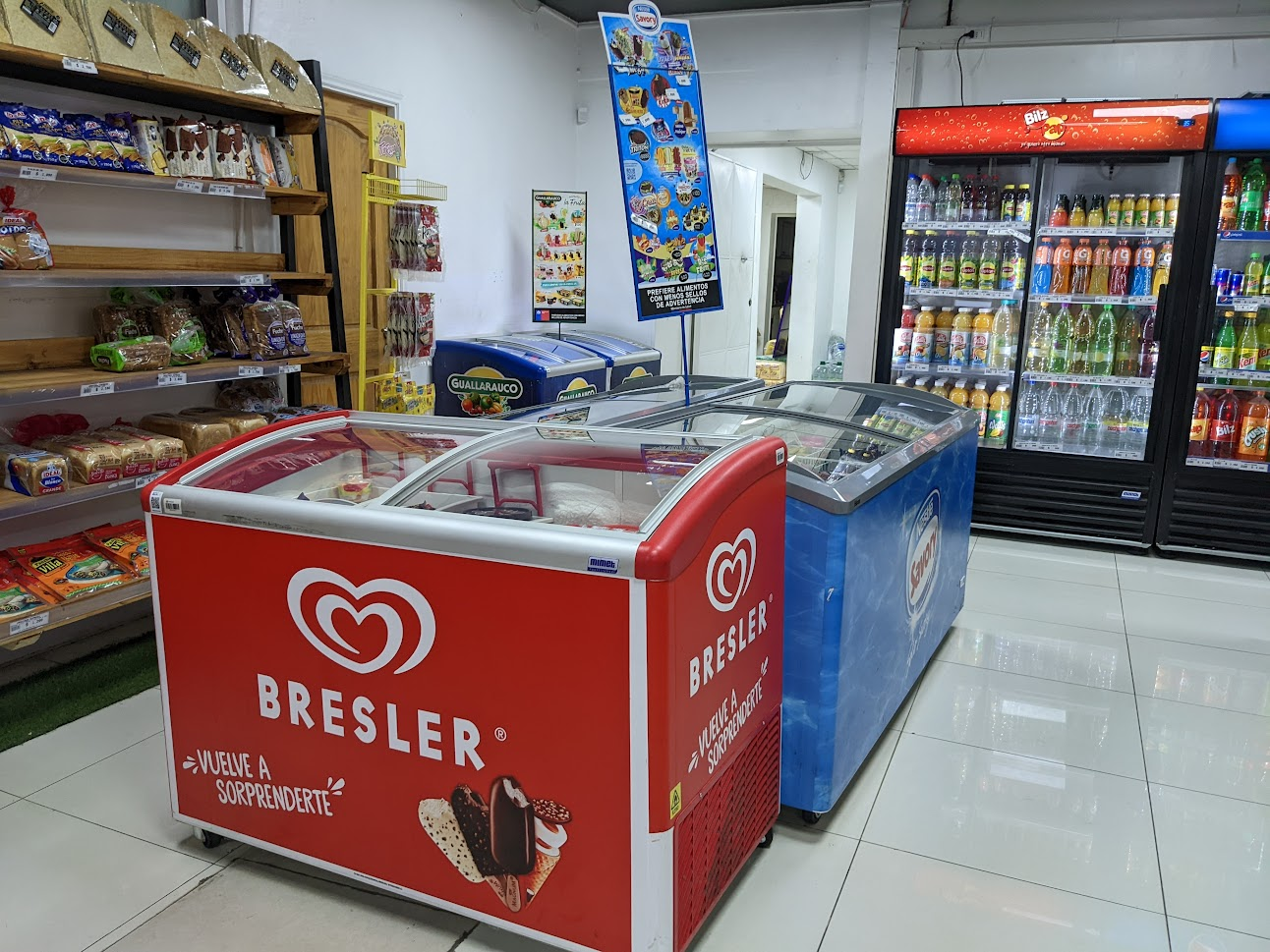
Máquina de Bresler en un minimarket de Santiago de Chile.

A fines de 2020, se relanza la marca con nuevos productos y un nuevo eslogan, ''Vuelve a sorprenderte'', pero manteniendo el logotipo característico de Heartbrand de Unilever. En este marco, se incorporan nuevos productos a su catálogo, entre los que se destacan los helados de Frugelé y Frac, productos pertenecientes al grupo Carozzi. Además se inicia un plan de expansión para dar a conocer nuevamente la marca a lo largo del país. 
En 2022 se lanza un nuevo logo, dejando atrás el de Heartbrand tras casi 30 años, y se anuncia que se abrirán heladerías con la marca Bresler en distintos centros comerciales de Chile, para competir con la marca de Nestlé Savory.

## Marcas

### Originales de Bresler
- Magnum
- Max (fue conocido como "Paddle Pop")
- Vienetta
- Calippo
- Carte D'Or
- Nogger
- Cremissimo

## Referencias

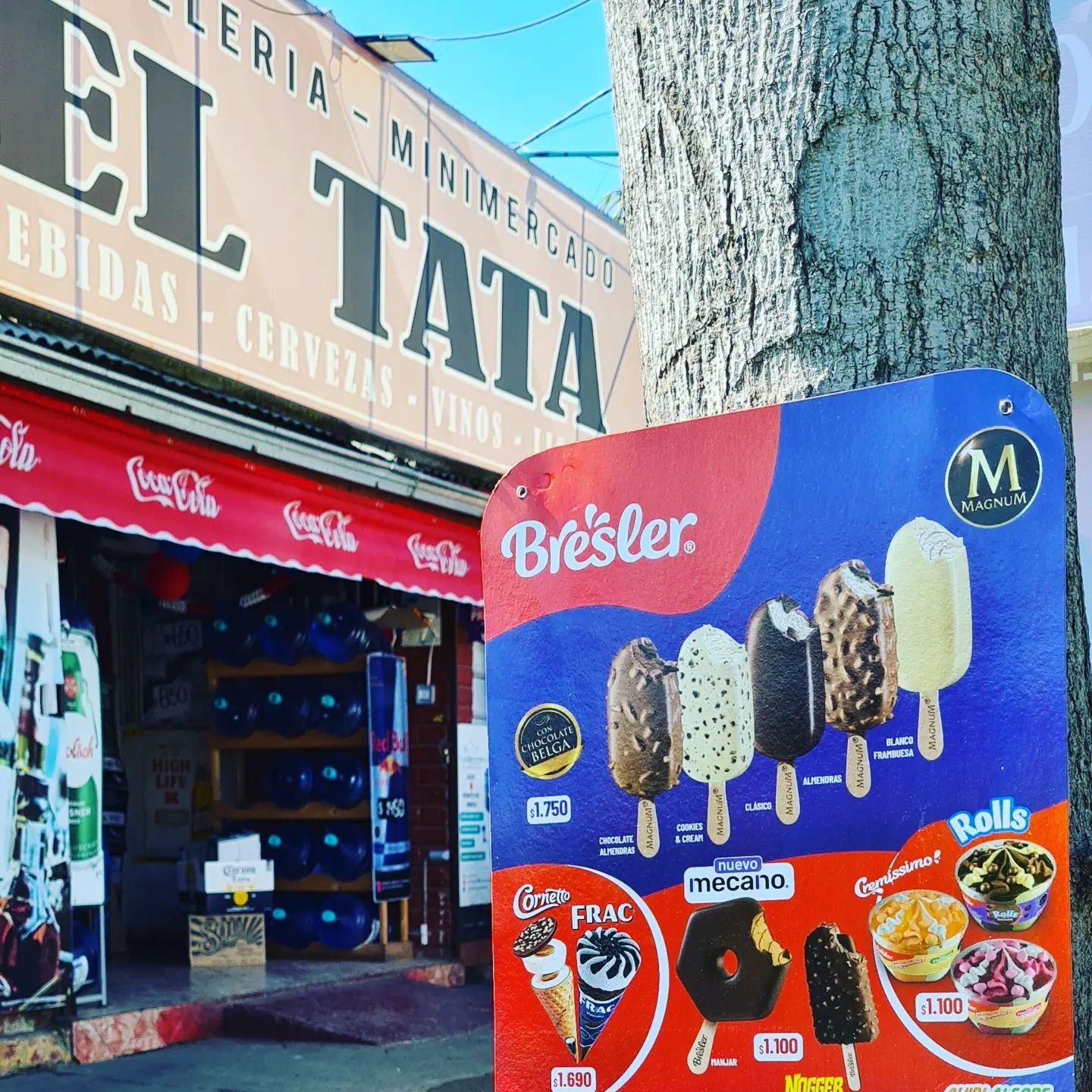
Pizarra de helados Bresler en 2022

### Ambrosoli
- Amberries
- Ambrosito
- Flipy
- Frugelé
- Frugelé Krem
- Loly Choc
- Loop
- Orly
- Suny

### Carozzi
- Vivo

### Costa
- Carte D'Or Carezza
- Costa Rama
- Doblon
- Frac
- Mecano
- Mono Helado
- Rolls